# Pointe Croisette
Ne doit pas être confondu avec Cap Croisette.
La Pointe Croisette est l'un des dix quartiers de la ville de Cannes, ainsi dénommé car il comprend la partie est du boulevard de la Croisette qui se poursuit et s'achève au cap de la Croisette après avoir longé le centre-ville. Elle forme une presqu'île, face aux îles de Lérins.

## Géographie

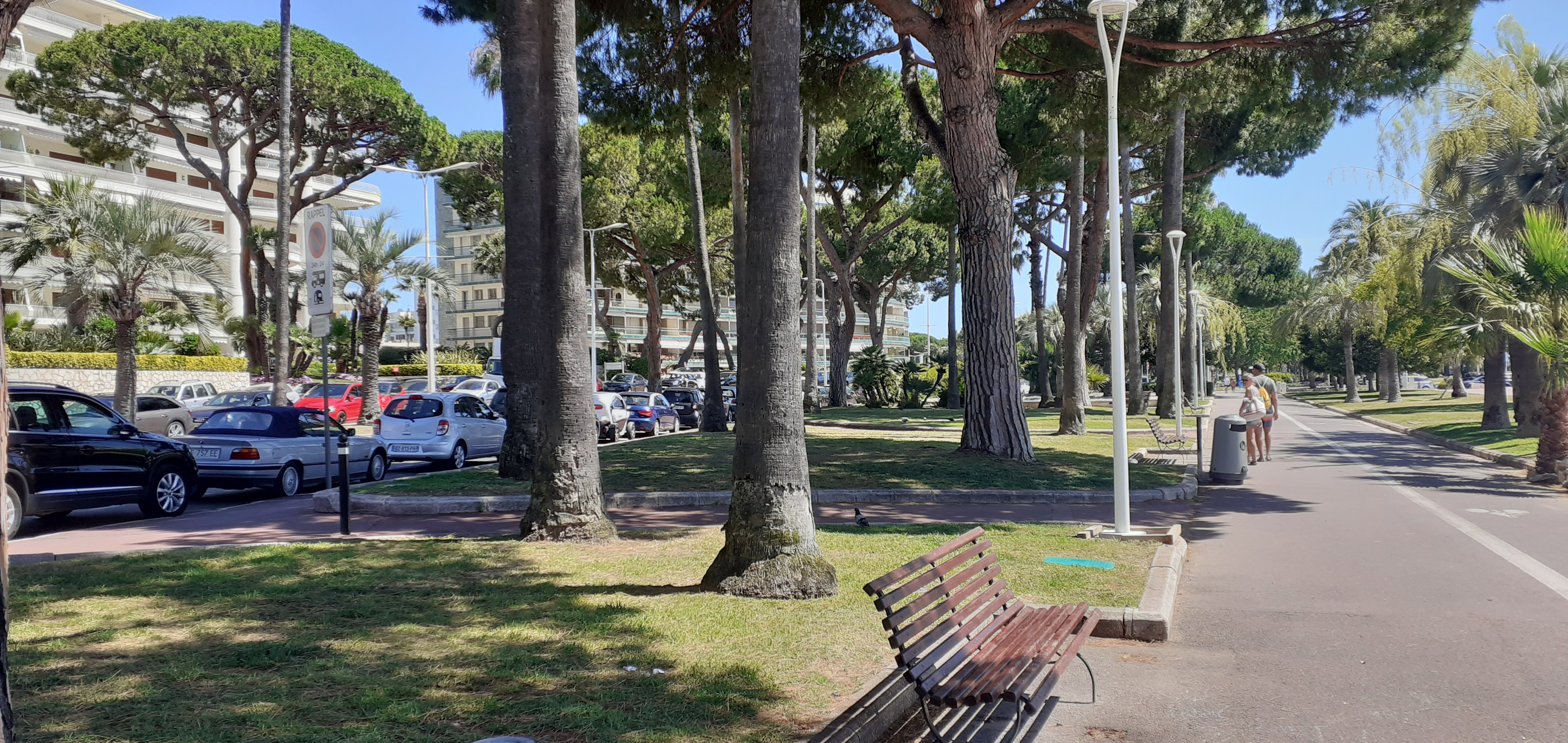
Vue sur les allées ombragées de la pointe Croisette.

Le quartier résidentiel de la Pointe Croisette a la configuration d'une presqu'île, ce qui lui a valu l'appelation, désormais désuète, de « Presqu'île de la Croisette ». Il est bordé au nord-ouest par le quartier du Centre - Croisette délimité par la rue Latour-Maubourg et au nord par le quartier Californie - Pezou délimité par l'avenue du Maréchal Juin. La jonction entre la Californie et la Pointe Croisette est plus connue, localement, sous l'appellation de « Basse Californie ». Le cap se prolonge dans la Méditerranée, entouré à l'ouest par la baie de Cannes et à l'est par le Golfe Juan. Il fait face, plein sud, aux Îles de Lérins, notamment l'île Sainte-Marguerite située à quelques encablures du littoral.

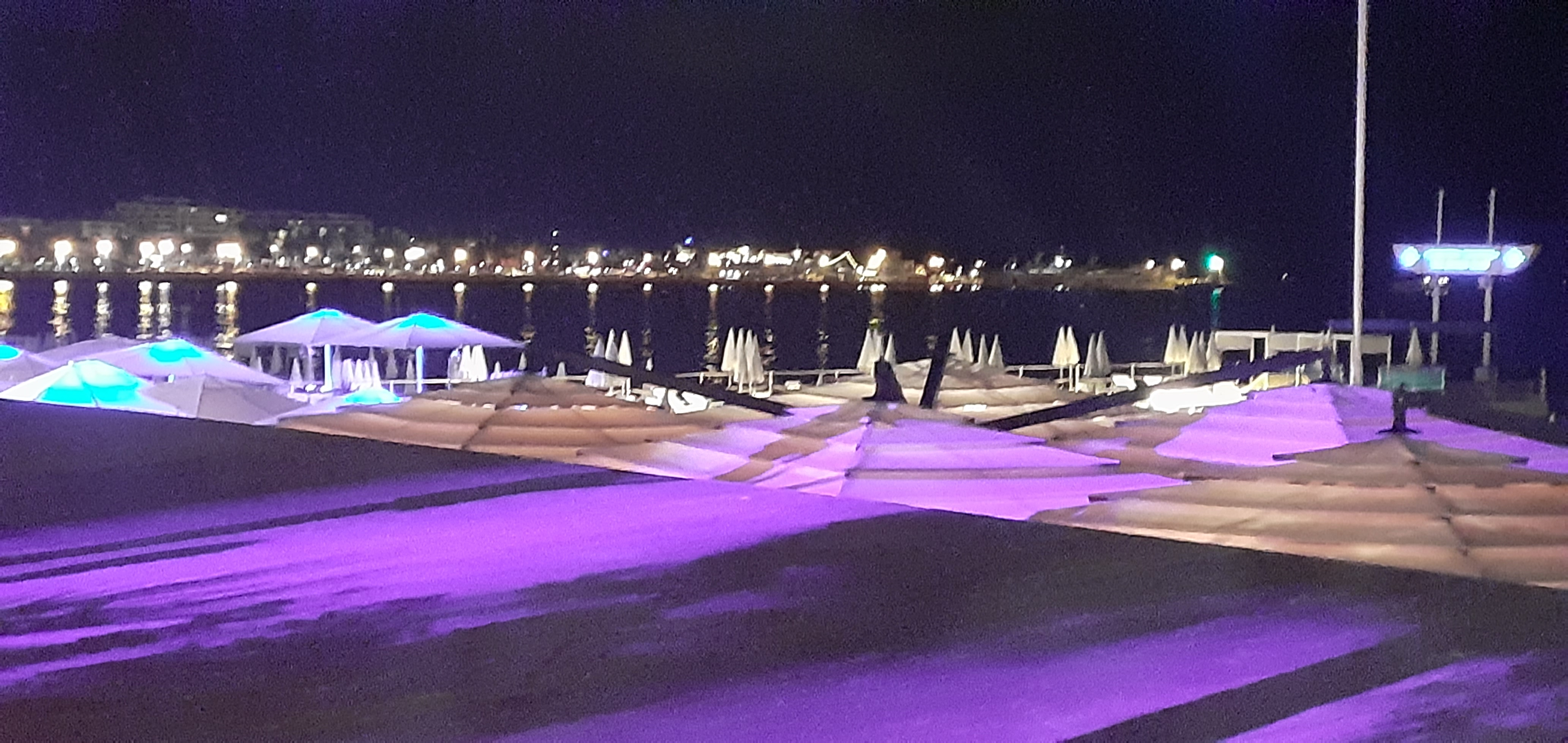
Vue nocturne sur la Pointe Croisette en fond de tableau depuis la Croisette.

## Histoire

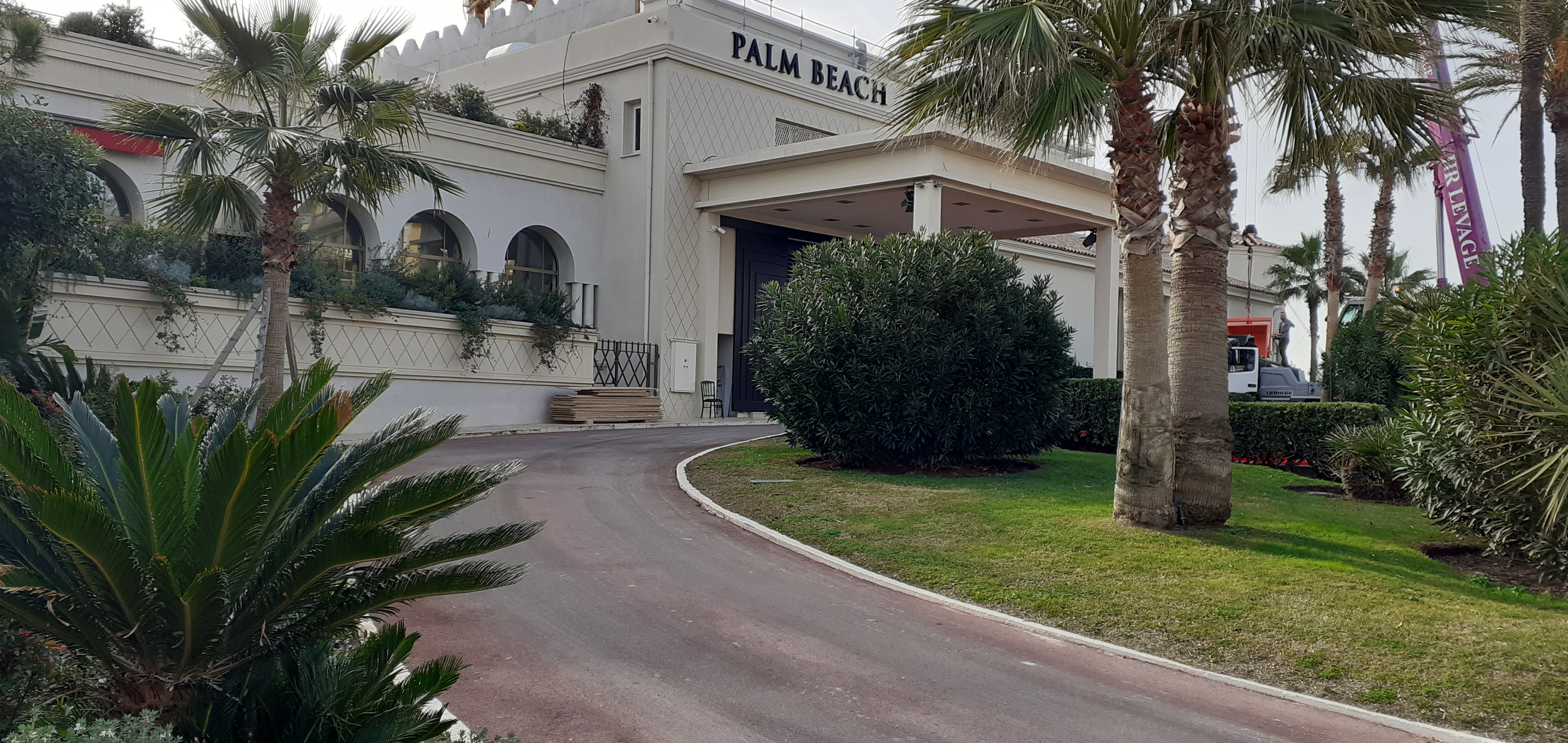
Entrée principale du Palm Beach.

Outre l'immobilier de luxe et le port de plaisance Pierre-Canto, le quartier de la pointe Croisette doit aussi sa renommée à la présence, jusqu'en 2017, du casino 
« Palm Beach », haut lieu du jeu de poker et des machines à sous. En 1962, le casino a également servi de site pour le tournage du film Mélodie en sous-sol, mettant en scène les acteurs Jean Gabin et Alain Delon. Des travaux de réhabilitation sont en cours pour transformer le site en un pôle d'animation avec galerie marchande, salle de réception, restaurants et piscine d'eau de mer, retardés par l'effondrement en mars 2022 d'une dalle en béton n'entraînant que des dégâts matériels.
Le premier casino sur le site de la pointe Croisette remonte à 1929. De style Art Déco d'inspiration mauresque, il comprend un restaurant, une salle des fêtes, des salles de jeux et deux piscines. Comme beaucoup de bâtisses sur la Côte d'Azur, il est réquisitionné pendant la Seconde Guerre mondiale. Il est en partie détruit mais rouvre ses portes deux ans après la fin de la guerre. Il fermera à nouveau ses portes en 1991 pour les rouvrir en 2002.

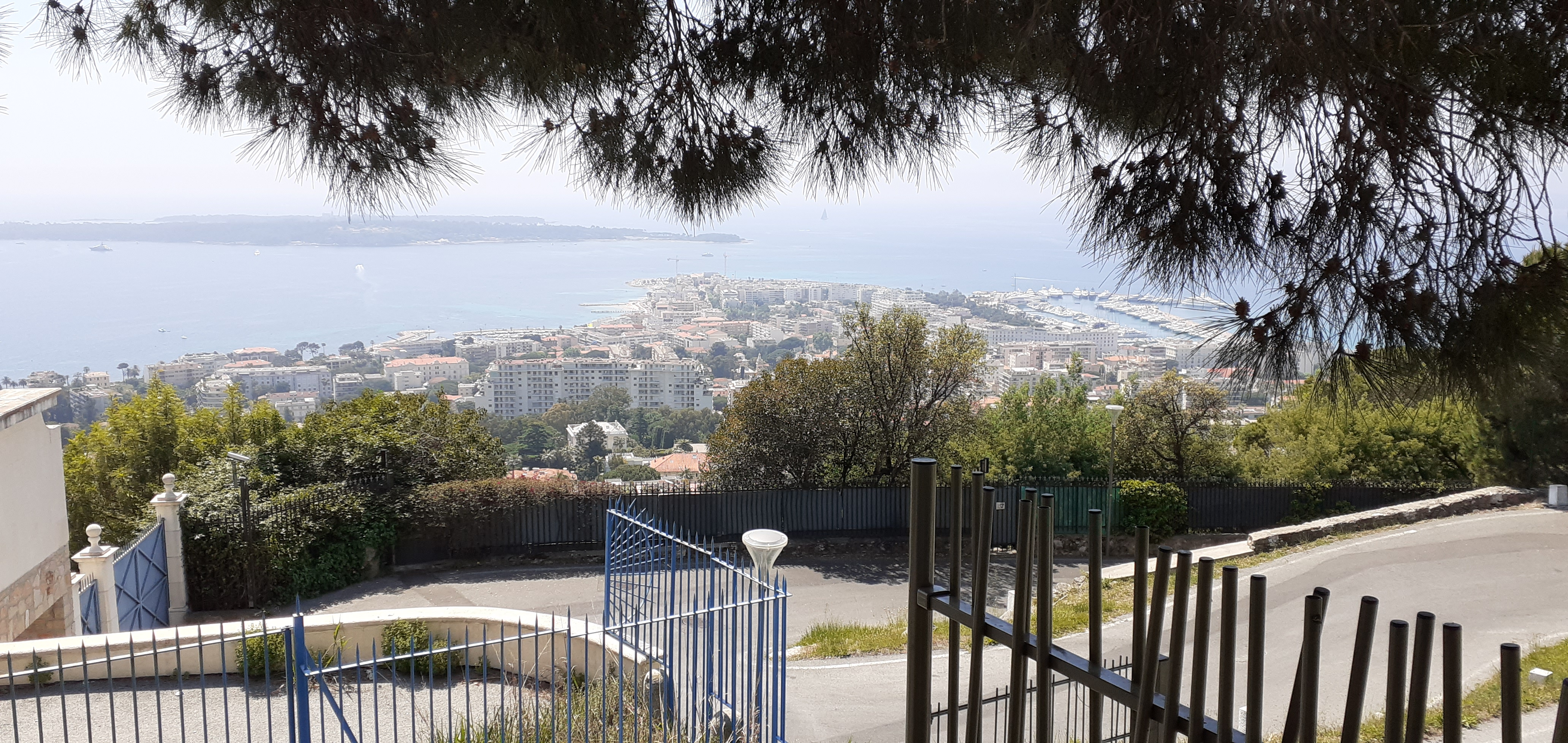
La presqu'île de la Pointe Croisette et les îles de Lérins vues du belvédère de la Californie.

Le cap de la pointe Croisette, qui constitue l'extrémité sud du quartier, est parfois localement désigné sous le nom de « quartier de Palm Beach » en raison de la présence du site historique de l'ex-casino.

## Urbanisme

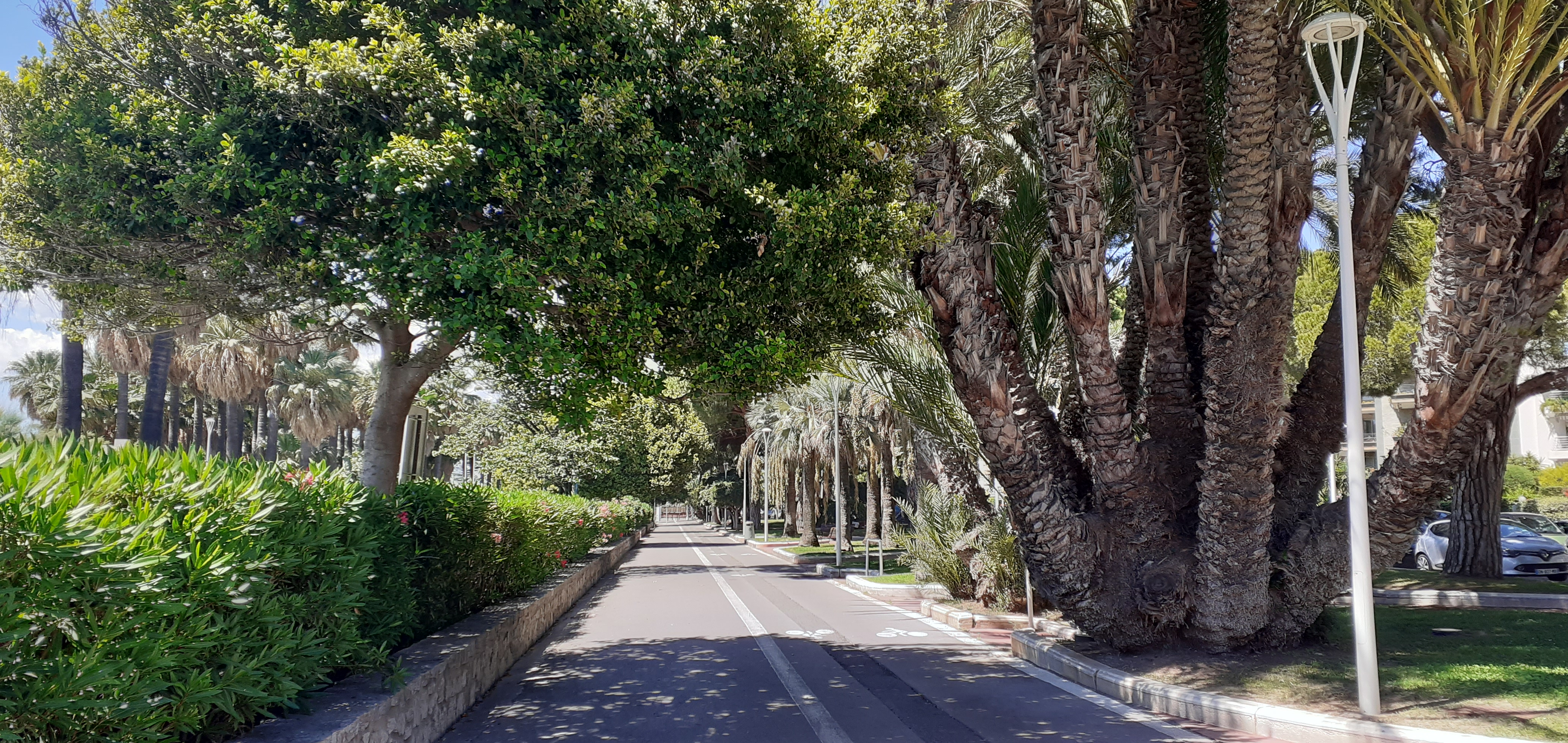
L'allée Jean Sablon et sa piste cyclable à la Pointe Croisette.

Au cœur du quartier de la pointe Croisette se trouve le stade de football des Hespérides. Dans l'enceinte de ce stade, se déroule chaque année le Longines Global Champions Tour of Cannes (ou Jumping international de Cannes), épreuve qui rassemble les meilleurs cavaliers de saut d'obstacles du monde.
A proximité du stade, la place de l'Étang, occupée par les terrains de jeu de pétanque dépendant du Beach Club bouliste de l'Étang.

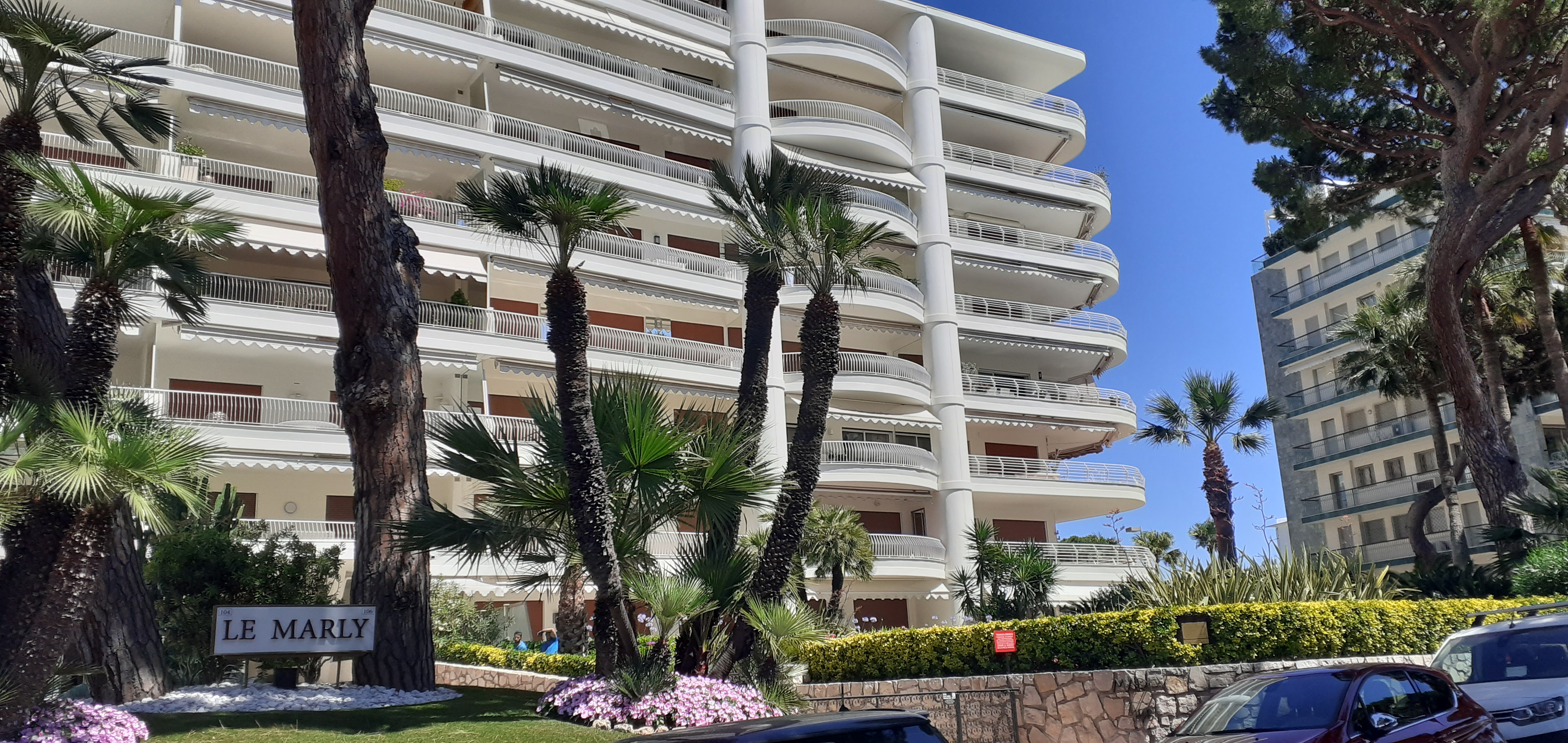
Vue sur la résidence Le Marly à la pointe Croisette.

Le quartier est composé de nombreuses résidences dont certaines présentent un intérêt architectural, historique ou culturel, comme l'immeuble Le Marly,, sis 104-106 boulevard de la Croisette.
Sur le bord de mer du quartier, on trouve, successivement, d'Ouest en Est :
- la partie est de la plage publique Zamenhof ;
- le port Pierre-Canto, port de plaisance et sa capitainerie, qui peut accueillir des yachts jusqu'à 90 mètres ;

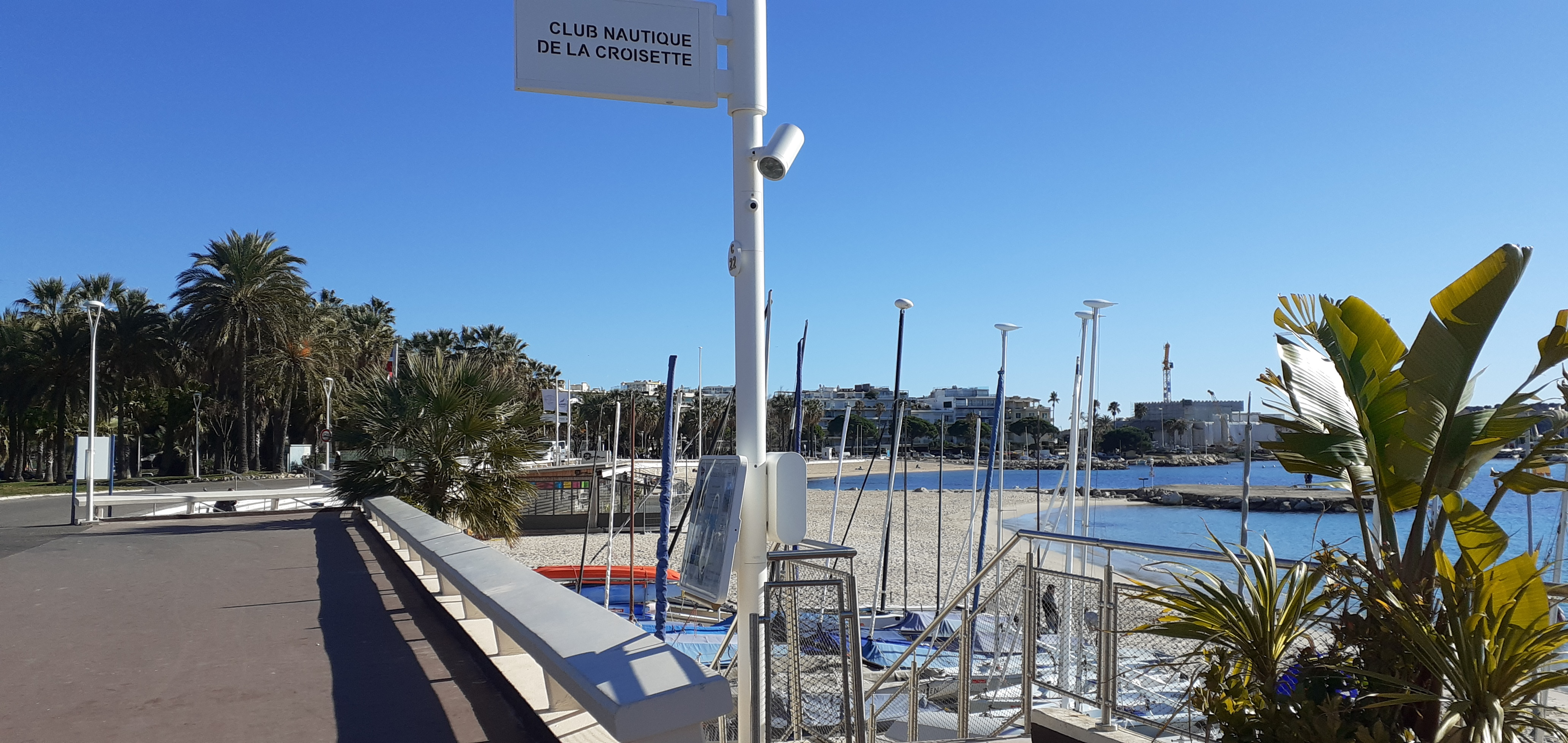
Bijou-Plage et le club nautique, au fond à droite le Palm Beach.

- la plage de Bijou-Plage avec successivement, le club nautique de la Croisette, les plages privée et publique de Bijou-plage, la handiplage Cannes ;
- le port Pointe Croisette, de dimensions plus modestes que le port de plaisance, est plus orienté vers la voile sportive. Il est le point de départ des régates organisées par le Yacht Club de Cannes[13];
- le Yacht-Club de Cannes ;

- la plage de Pointe Croisette ;

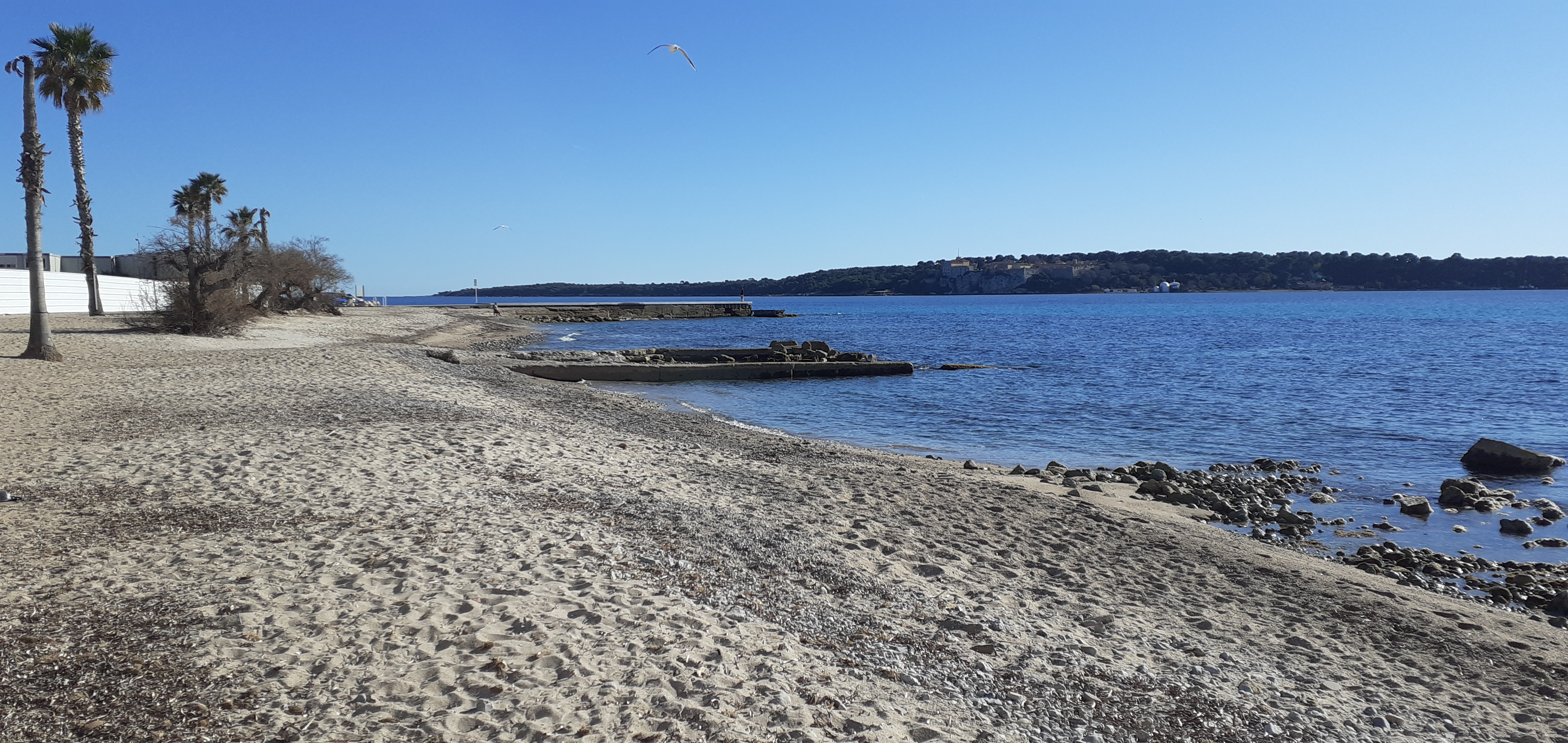
La plage de Pointe Croisette en hiver et les îles de Lérins en fond de tableau.

- le cap de la Pointe Croisette et son hélisurface, face aux îles de Lérins ;
- la plage Gazagnaire ;
- la digue en enrochements (et son poste de secours et de surveillance de la baignade, uniquement en période estivale). Elle marque la séparation entre les plages de Gazagnaire et du Moure Rouge ;

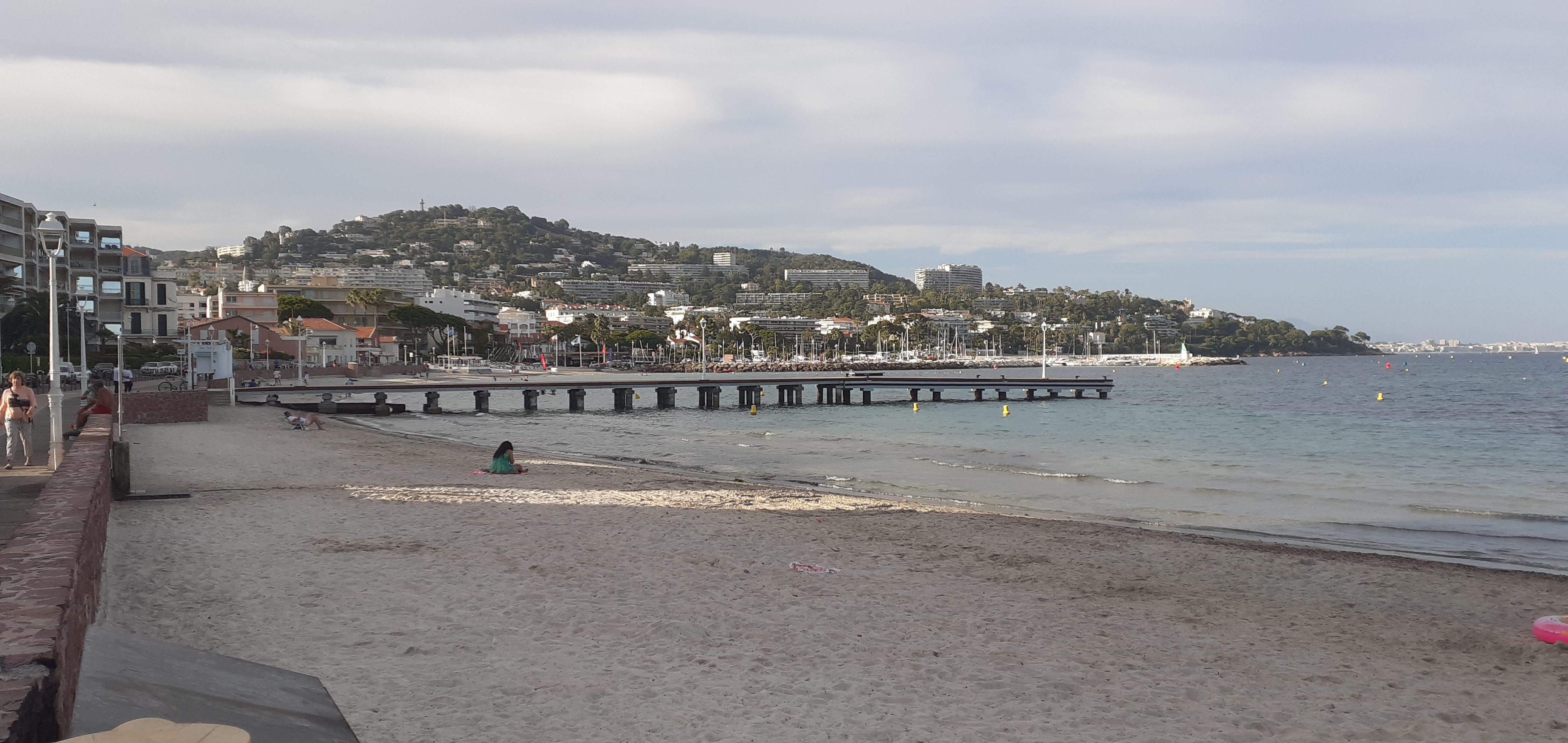
Plage du Moure Rouge et son ponton.

- la plage du Moure Rouge[14](également orthographié Mouré ou Mourre) et son ponton refait à neuf en 2021 ;
- le port du Moure Rouge qui totalise 450 postes d'amarrage[15]. Il accueille la base nautique gérée par Cannes Jeunesse[16] ;
- la digue du Moure Rouge ;
- la corniche du Moure Rouge.

## Transports
Le quartier est desservi par les bus :

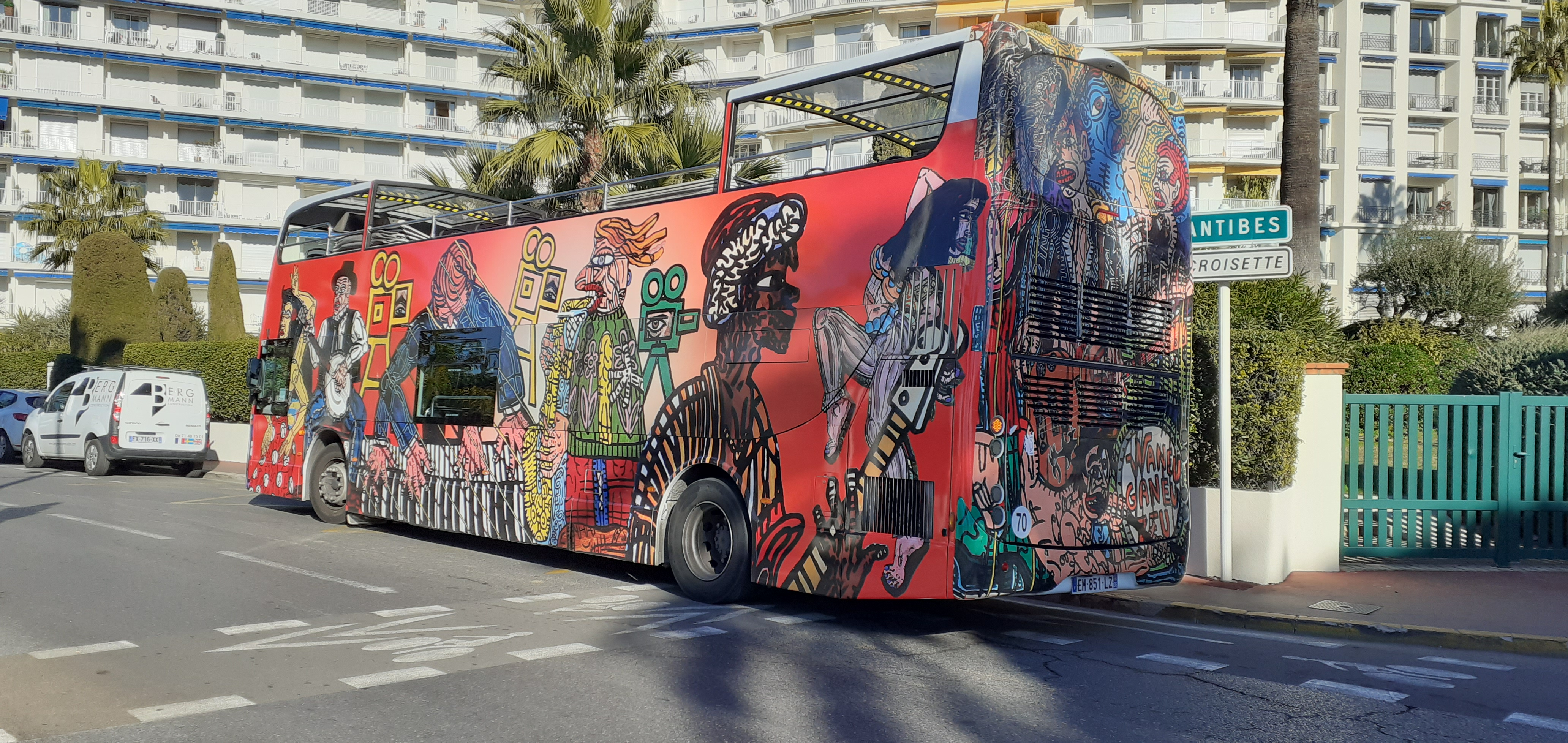
Bus de la ligne Palm Impérial desservant la Pointe Croisette.

- Palm Imperial panoramique ou bus standard (L8)[17] ;
- Palm Night N21 (nocturne)[18] ;

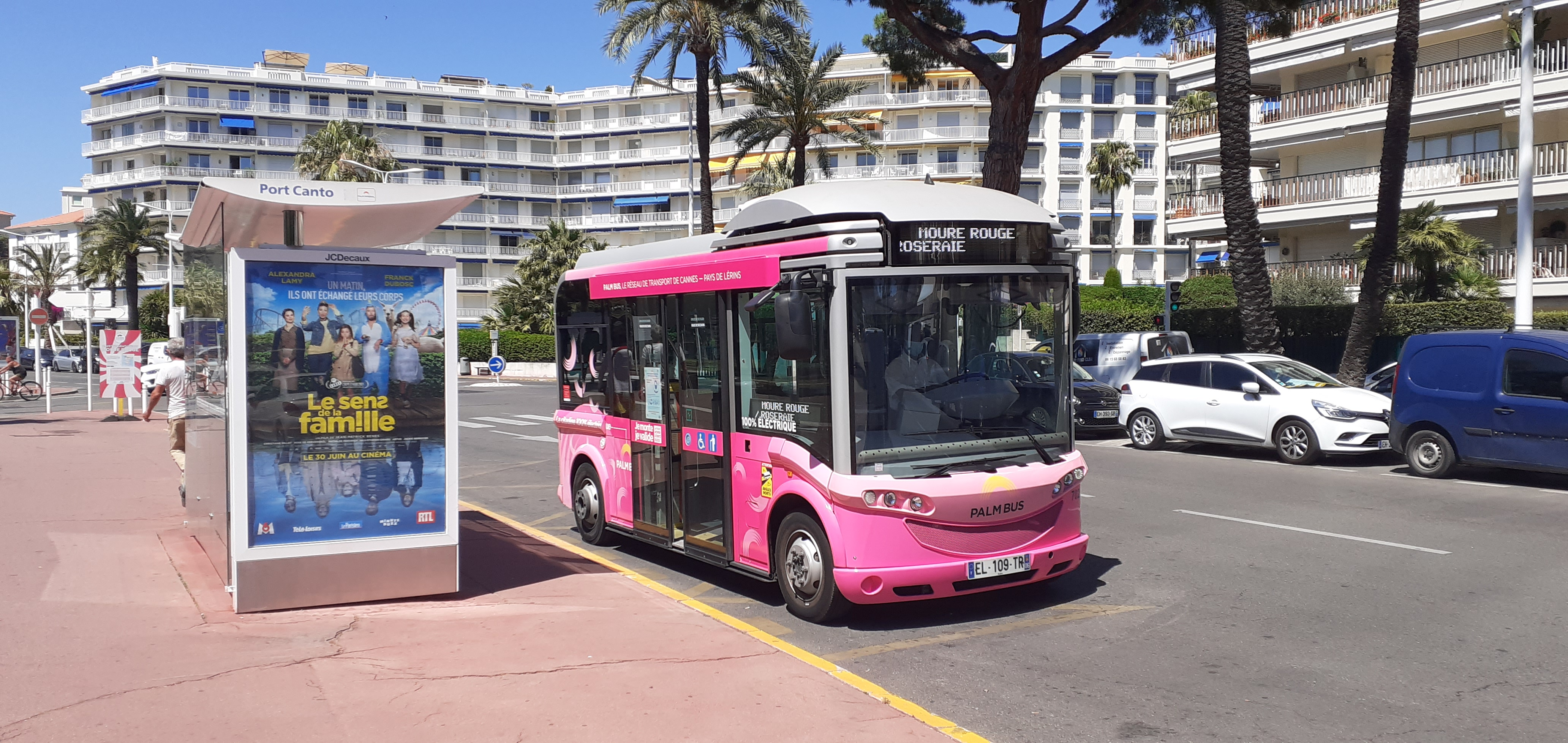
Vue sur la Navette estivale Moure Rouge de la pointe Croisette.

- Navette estivale « Moure Rouge » qui effectue, gratuitement, une boucle dans le quartier depuis l'abribus Port-Canto (départ/arrivée)[19].

## Aménagements

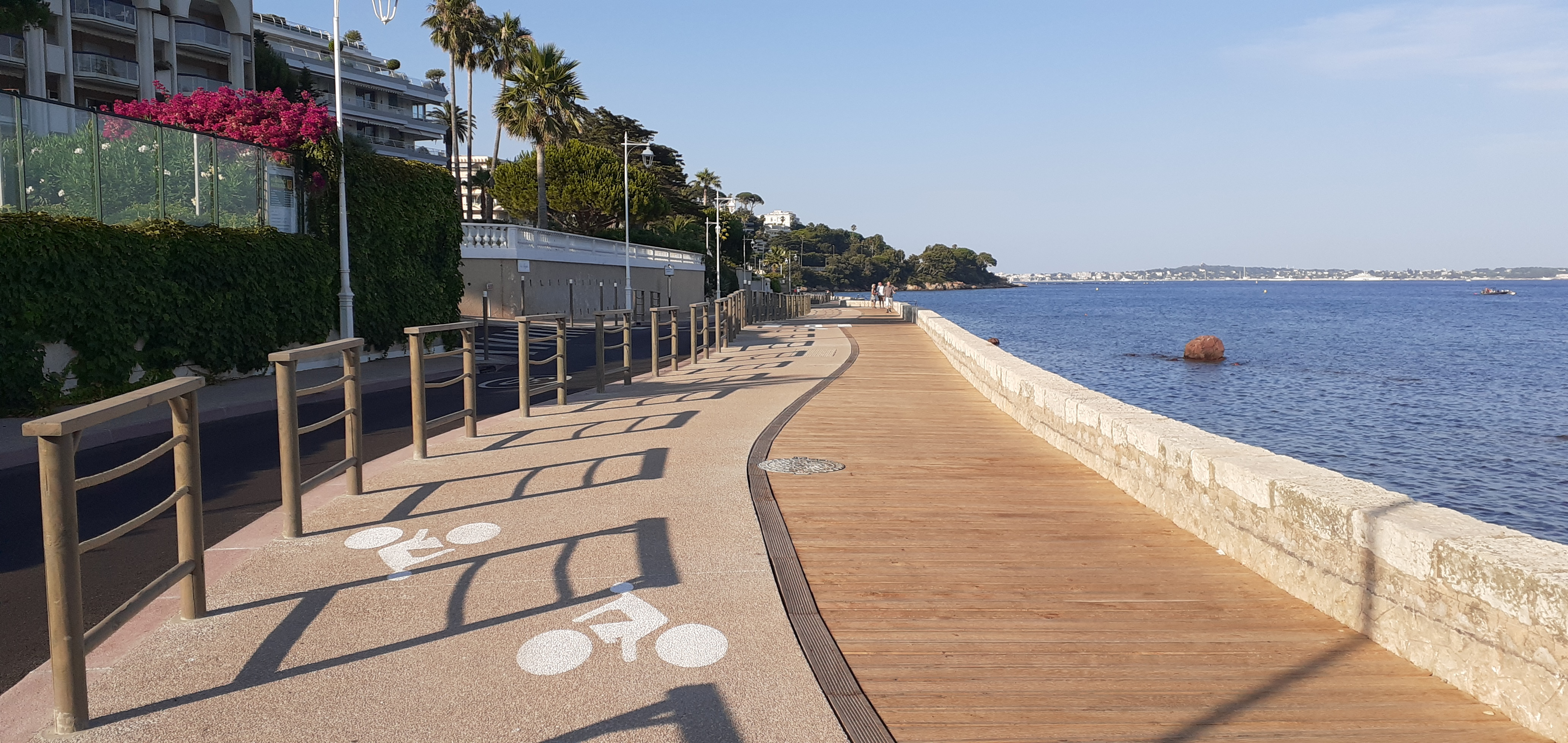
La corniche du Moure Rouge et sa piste cyclable.

Le boulevard Eugène-Gazagnaire qui longe le bord de mer à l'Est de la ville a fait l'objet de travaux, en plusieurs tranches, d'embellissement avec l'élargissement du trottoir piéton, la rénovation du ponton, le prolongement de la piste cyclable, notamment. La dernière phase du chantier a été achevée en juin 2021,. Ce secteur, qui porte le nom de « Corniche du Moure Rouge », a été inauguré le 12 juillet 2021. Avec ces nouveaux aménagements, le pourtour de la pointe Croisette est désormais intégralement doté d'une piste cyclable qui longe le bord de mer. A proximité de la corniche, la promenade piétonne de la digue du Moure Rouge, inaugurée le 17 juillet 2017, longue de 176 mètres, permet de longer le port éponyme. Elle s'achève par une plateforme équipée d'une table d'orientation, face aux îles de Lérins. 
À proximité, toujours sur le boulevard Gazagnaire, une aire de fitness en plein air équipée d'agrès est mise à la disposition du public.

## Activités
Le quartier de la Pointe Croisette est, chaque année, le théâtre de nombreuses manifestations sportives  de renommée internationale.

### Triathlon
Le quartier est le site de départ/arrivée du « Cannes International Triathlon », à proximité de Bijou-plage.

### Marathon
Le « Marathon des Alpes-Maritimes Nice-Cannes » longe le bord de mer de la Pointe Croisette pour s'achever sur le boulevard de la Croisette.

### Équitation
Le « Longines Global Champions Tour of Cannes » (ou Jumping international de Cannes) se déroule au cœur du quartier au stade des Hespérides.

### Cyclisme
La course cycliste « Gentlemen de Cannes » (épreuve de contre-la-montre par équipe de deux) emprunte la route du bord de mer de la Pointe Croisette.

## Galerie

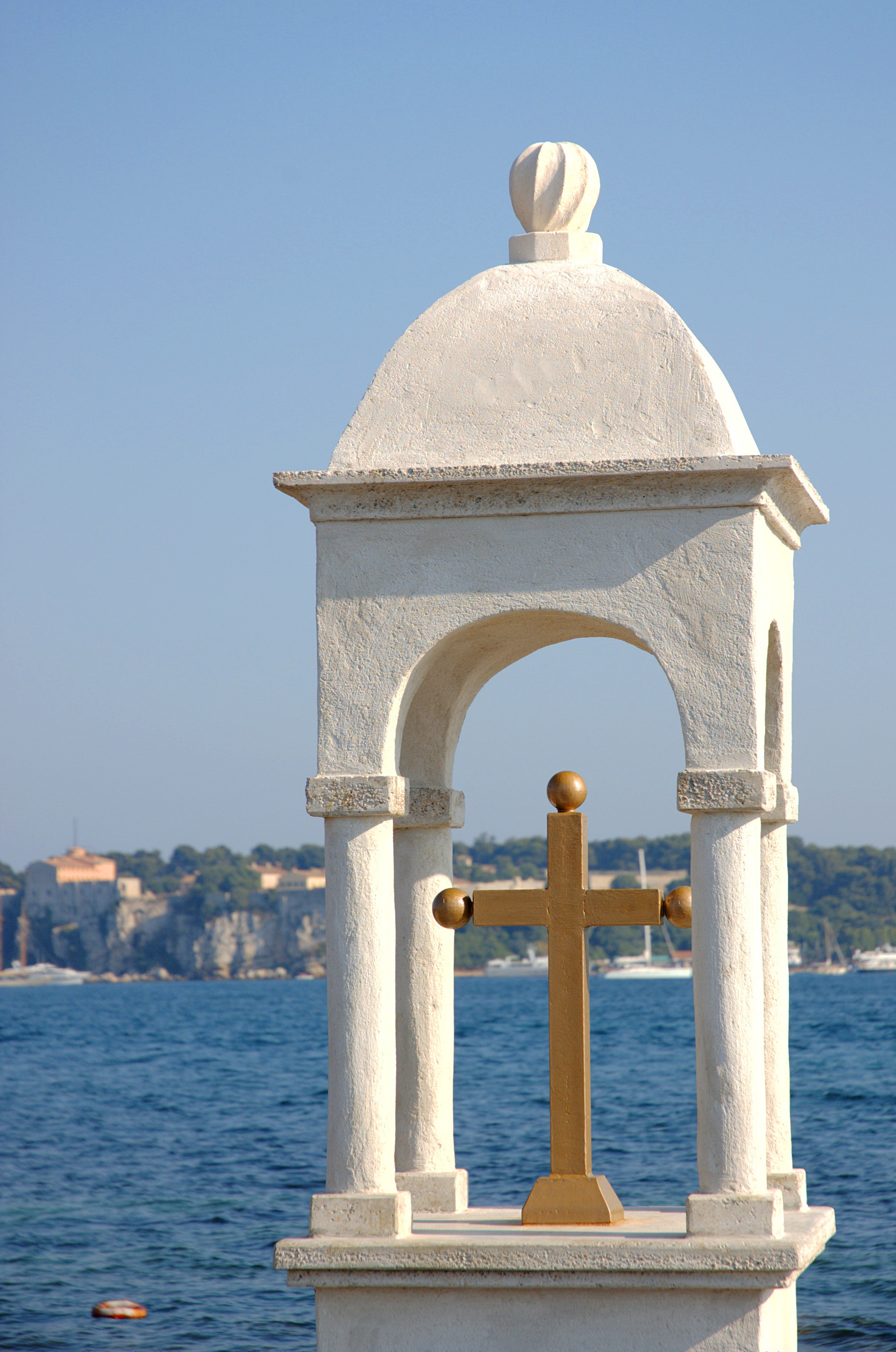
Oratoire de la Croix inauguré en 2010 sur la Pointe Croisette
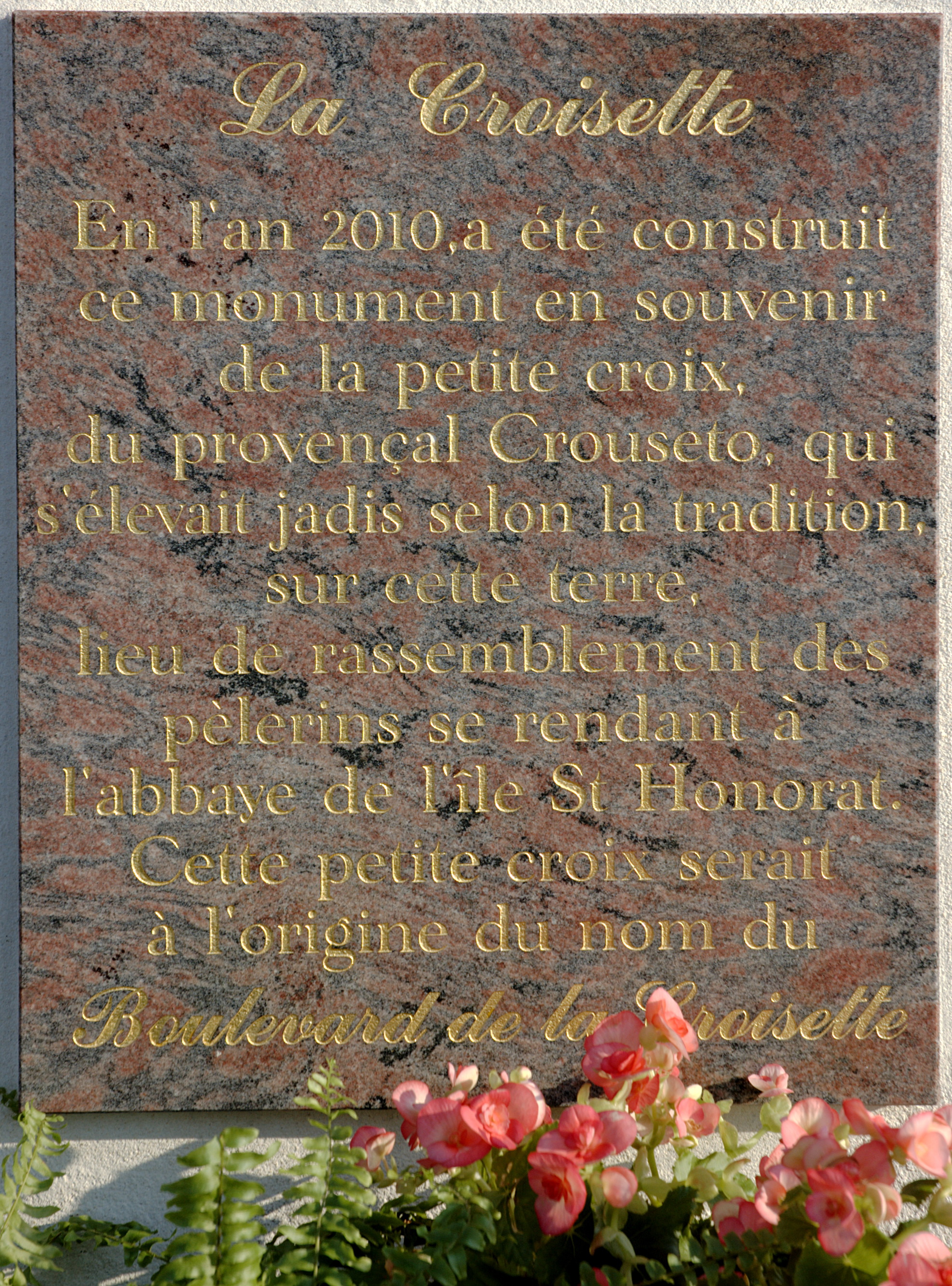
en souvenir de la petite croix, du provençal crouseto, à l'origine du nom du boulevard de la Croisette
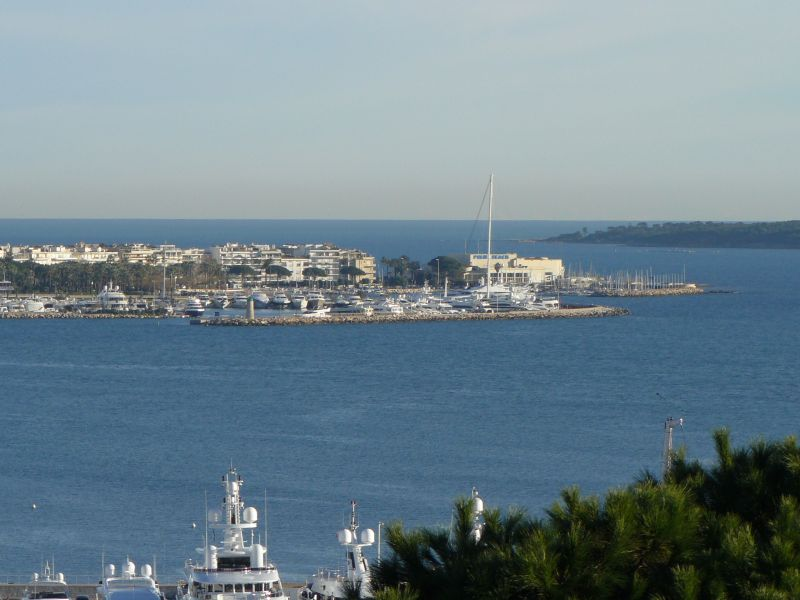
Vue de la Pointe Croisette depuis Le Suquet : le Casino Palm Beach, le Yacht Club de Cannes, la fin du boulevard de la Croisette, le Port Pierre-Canto et l'île Sainte-Marguerite au large.
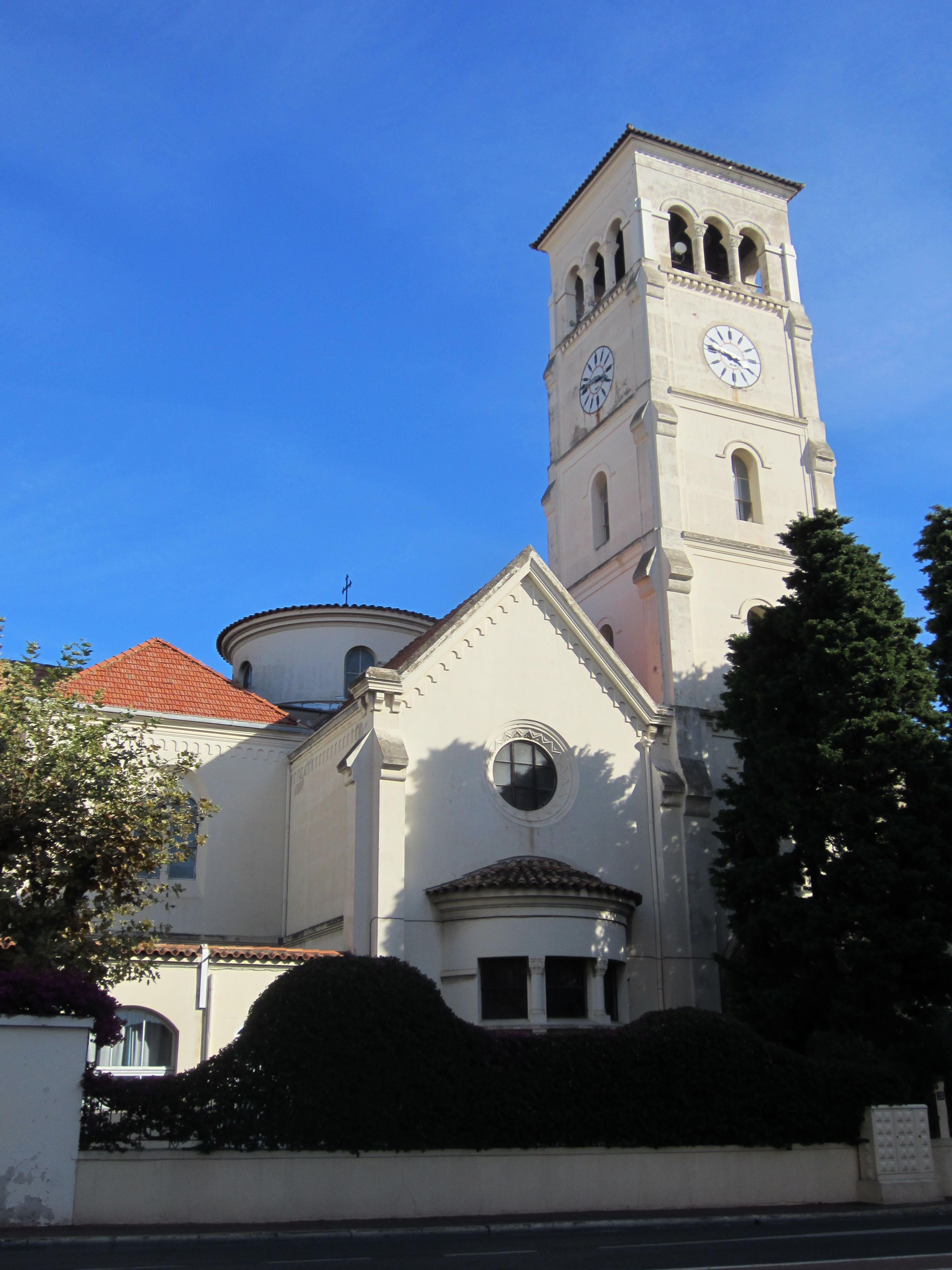
Notre-Dame-des-Pins
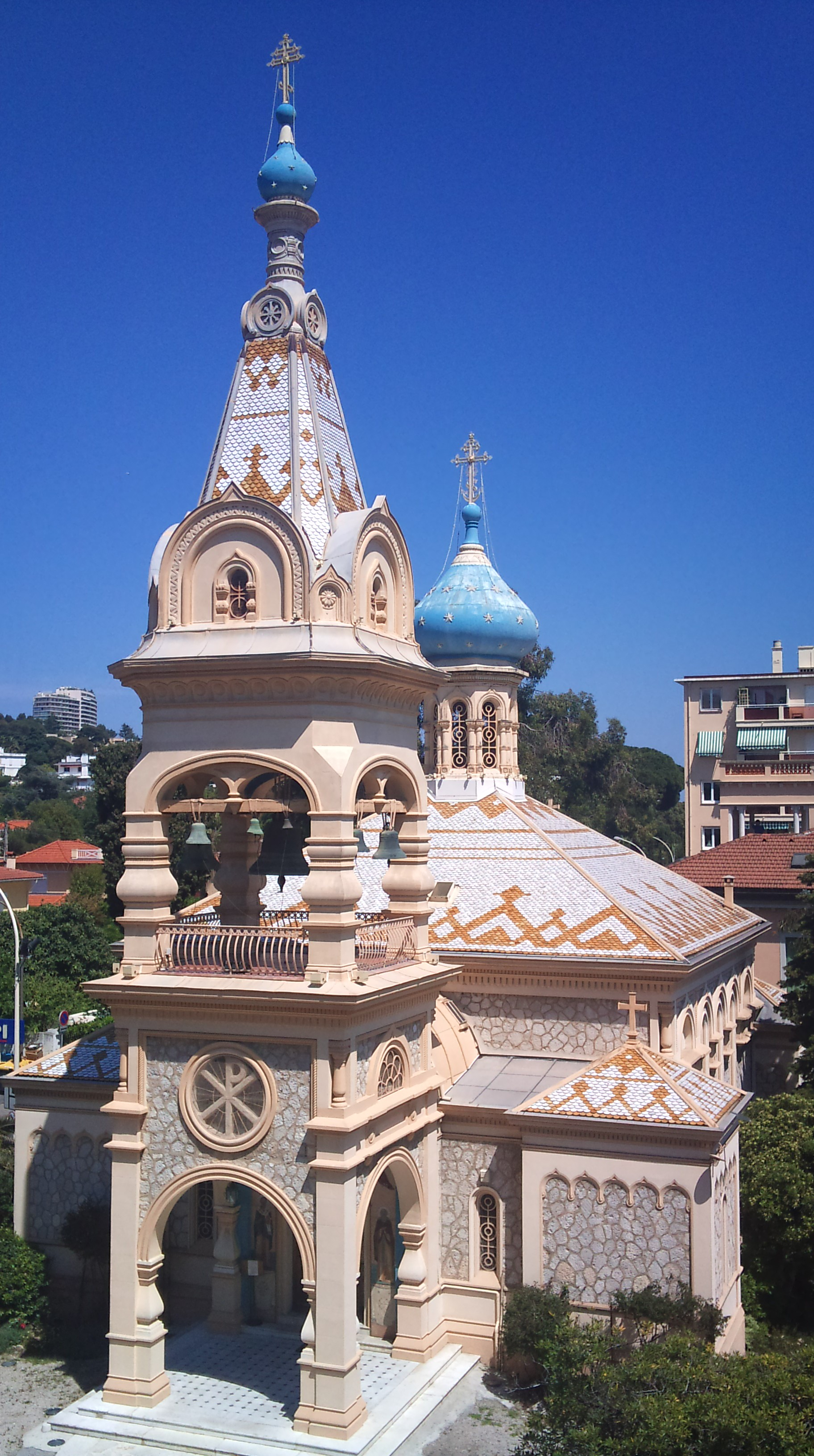
Saint-Michel-Archange